# Ilinca Amariei
Ilinca Dalina Amariei (n. 30 iulie 2002) este o jucătoare română de tenis. Cea mai bună clasare a sa la simplu este locul 317 mondial, în martie 2024, iar la dublu, locul 381 mondial, în septembrie 2024. Amariei a câștigat cinci titluri de simplu și cinci titluri de dublu pe Circuitul ITF.
Amariei și-a făcut debutul pe tabloul principal al unui turneu WTA la Transylvania Open 2021, unde a primit un wildcard la turneul de dublu, alături de Briana Szabó.

## Finale pe Circuitul ITF

### Simplu: 7 (6 titluri, 1 finală)
| Legendă         |
| --------------- |
| W15 tournaments |

| Finale după suprafață |
| --------------------- |
| Zgură (6–1)           |

| Rezultat | C–P | Dată     | Turneu                | Categorie | Suprafață | Adversar              | Scor          |
| -------- | --- | -------- | --------------------- | --------- | --------- | --------------------- | ------------- |
| Câștigat | 1–0 | sep 2022 | ITF Brașov, România   | W15       | Zgură     | Alina Granwehr        | 6–1, 6–2      |
| Câștigat | 2–0 | oct 2022 | ITF Heraklion, Grecia | W15       | Zgură     | Anne Schäfer          | 7–6(7–1), 6–2 |
| Câștigat | 3–0 | mar 2023 | ITF Heraklion, Grecia | W15       | Zgură     | Sara Cakarevic        | 6–4, 6–1      |
| Câștigat | 4–0 | mar 2023 | ITF Heraklion, Grecia | W15       | Zgură     | Fabienne Gettwart     | 6–4, 3–6, 6–2 |
| Câștigat | 5–0 | apr 2023 | ITF Antalya, Turcia   | W15       | Zgură     | Valeriia Olianovskaia | 6–4, 6–2      |
| Pierdut  | 5–1 | nov 2024 | ITF Heraklion, Grecia | W15       | Zgură     | Klaudija Bubelytė     | 2–6, 2–6      |
| Câștigat | 6–1 | nov 2024 | ITF Heraklion, Grecia | W15       | Zgură     | Dimitra Pavlou        | 3–6, 6–4, 6–4 |

### Dublu: 14 (8 titluri, 6 finale)
| Legendă       |
| ------------- |
| turnee W25/35 |
| turnee W15    |

| Finale după suprafață |
| --------------------- |
| Zgură (8–6)           |

| Rezultat | C–P | Dată     | Turneu                 | Categorie | Suprafață | Partner                | Adversare                            | Scor                |
| -------- | --- | -------- | ---------------------- | --------- | --------- | ---------------------- | ------------------------------------ | ------------------- |
| Câștigat | 1–0 | dec 2019 | ITF Heraklion, Grecia  | W15       | Zgură     | Alessia Beatrice Ciucă | Daria Astakhova Lina Glushko         | 6–3, 6–3            |
| Pierdut  | 1–1 | nov 2021 | ITF Heraklion, Grecia  | W15       | Zgură     | Simona Ogescu          | Eleni Christofi Martha Matoula       | 6–3, 6–2            |
| Câștigat | 2–1 | apr 2022 | ITF Cairo, Egipt       | W15       | Zgură     | Carolina Kuhl          | Diletta Cherubini Emily Welker       | 6–2, 2–6, [10–3]    |
| Pierdut  | 2–2 | sep 2022 | ITF Brașov, România    | W15       | Zgură     | Ioana Gașpar           | Nastja Kolar Bojana Marinković       | 4–6, 4–6            |
| Câștigat | 3–2 | sep 2022 | ITF Casablanca, Maroc  | W15       | Zgură     | Linda Ševčíková        | Matilde Mariani Linda Salvi          | 4–6, 6–2, [10–5]    |
| Câștigat | 4–2 | oct 2022 | ITF Heraklion, Grecia  | W15       | Zgură     | Lauryn John-Baptiste   | Giorgia Pinto Gaia Squarcialupi      | 6–1, 6–1            |
| Câștigat | 5–2 | nov 2022 | ITF Heraklion, Grecia  | W15       | Zgură     | Elena Korokozidi       | Silvia Ambrosio Eleni Christofi      | 7–5, 7–6(7–5)       |
| Pierdut  | 5–3 | iun 2023 | ITF București, România | W15       | Zgură     | Linda Ševčíková        | Ștefania Bojică Mara Gae             | 3–6, 4–6            |
| Câștigat | 6–3 | oct 2023 | ITF Heraklion, Grecia  | W25       | Zgură     | Anca Todoni            | Melanie Klaffner Sinja Kraus         | 6–0, 5–7, [10-1]    |
| Pierdut  | 6–4 | iul 2024 | ITF Brașov, România    | W15       | Zgură     | Linda Ševčíková        | Ștefania Bojică Mara Gae             | 4–6, 0–6            |
| Pierdut  | 6–5 | aug 2024 | ITF București, România | W15       | Zgură     | Linda Ševčíková        | Ștefania Bojică Mara Gae             | 7–6(5), 3–6, [0–10] |
| Pierdut  | 6–6 | aug 2024 | ITF Bistrița, România  | W35       | Zgură     | Emily Welker           | Briana Szabó Patricia Maria Țig      | 3–6, 4–6            |
| Câștigat | 7–6 | oct 2024 | ITF Heraklion, Grecia  | W35       | Zgură     | Elena Korokozidi       | Polina Leykina Elina Nepliy          | 6–3, 6–3            |
| Câștigat | 8–6 | oct 2024 | ITF Heraklion, Grecia  | W15       | Zgură     | Elena Korokozidi       | Eleni Chatziavraam Sapfo Sakellaridi | 3–6, 6–3, [11–9]    |